# Insara acutitegmina
Insara acutitegmina is een rechtvleugelig insect uit de familie sabelsprinkhanen (Tettigoniidae). De wetenschappelijke naam van deze soort is voor het eerst geldig gepubliceerd in 2011 door Fontana, Buzzetti, Mariño-Pérez & García García.